# 拜爾巴赫河
51°55′44″N 8°6′20″E / 51.92889°N 8.10556°E
拜爾巴赫河（德語：Beilbach），是德國的河流，位於該國西部，處於北萊茵-威斯特法倫州，屬於阿克斯特巴赫河的左支流，河道全長17.1公里，流域面積46.1平方公里。